# Natalia Ponce de León
Natalia Ponce de León (* 8. srpna 1980 Bogota) je KolumbieKolumbijka, která se stala obětí trestného činu útoku kyselinou. Jako přeživší ve své zemi úspěšně vedla kampaň za zákon namířený proti pachatelům útoků kyselinou. V roce 2016 byla zařazena na seznam 100 žen BBC.
Narodila se v Bogotě. Krátce žila v Londýně, kde studovala angličtinu a pracovala jako servírka. Po návratu do Kolumbie začala pracovat spolu se svou matkou na výrobě školních uniform. Dne 27. března 2014, když byla na návštěvě u své matky v Santa Barbaře, ji nečekaně napadl Jonathan Vega, který jí na obličej a tělo vylil litr kyseliny sírové. Vega, bývalý soused, byl údajně Natalií „posedlý” a vyhrožoval jí smrtí poté, co odmítla jeho nabídku ke vztahu. 24 % jejího těla bylo v důsledku útoku vážně popáleno. Natalie od útoku podstoupila 37 rekonstrukčních operací obličeje a těla.
Její případ nebyl ojedinělý. Tři roky před jejím útokem hlásila Kolumbie jeden z nejvyšších počtů útoků kyselinou na obyvatele na světě. Dokud se však v měsících po jejím útoku nerozjela její kampaň, neexistoval žádný účinný zákon. Nový zákon, který nese její jméno, definuje útoky kyselinou jako zvláštní trestný čin a zvyšuje maximální tresty pro odsouzené pachatele na 50 let vězení. Cílem zákona je také poskytnout obětem lepší státní lékařskou péči včetně operací a psychologické terapie. Natalia Ponce de León vyjádřila naději, že nový zákon bude působit jako odstrašující prostředek proti budoucím útokům.
Během své kampaně vystupovala na veřejnosti s ochrannou maskou. Rozhodla se však ukázat svou tvář, když v dubnu 2015 vyšla kniha El renacimiento de Natalia Ponce de León (Znovuzrození Natalie Ponce de León), která vypráví její příběh.